# Jeff Smith (fumettista)
Jeff Smith (McKees Rocks, 27 febbraio 1960) è un fumettista statunitense, noto per aver creato e realizzato la pluri-premiata serie a fumetti dark-fantasy Bone. Viene considerato uno dei promotori del Self-Publishing Movement degli anni novanta, ovvero figura fondamentale tra quegli autori che hanno promosso la strada dell'auto produzione per quanto riguarda realizzazione e pubblicazione delle loro opere. Non ha mai lavorato per le due major Marvel Comics e DC Comics se non in un'occasione per realizzare una limited-series su Shazam. La sua importanza nell'evoluzione del fumetto indipendente è sottolineata nel documentario The Cartoonist: Jeff Smith, Bone, and the Changing Face of Comics (del 2009), a cui si aggiungono gli innumerevoli premi e riconoscimenti avuti nella sua pluridecennale carriera.

## Istruzione e gavetta
Nato in Pennsylvania, Smith è cresciuto a Columbus (Ohio), dove vive tuttora.
Smith ha dichiarato di aver imparato ciò che sa sull'arte del fumetto direttamente da strisce, comic-books e cartoni animati, citando i Peanuts di Schulz come precoce influenza della sua comprensione del fumetto, nonché Pogo di Walt Kelly, scoperto all'età di nove anni grazie al prestito di un compagno di classe, e definito come la sua «maggiore influenza nello scrivere fumetti». Cercando di imitare questi autori prova a creare sin da bambino delle storie a fumetti, le quali presentano, in fase embrionale, dei personaggi che raffigurano tratti e personalità dei protagonisti del suo futuro fumetto best seller Bone. Successivamente viene affascinato dalle opere di Carl Barks su Paperon de' Paperoni (o Scrooge McDuck) e considera geniale la capacità dell'artista di far muovere i suoi personaggi tra una vignetta e l'altra all'interno di comic book. Lo considera uno dei più grandi maestri dell'arte sequenziale, l'unico aspetto che non lo soddisfa sono la brevità delle storie in cui è protagonista Scrooge McDuck e il fatto che siano soprattutto autoconclusive. Il desiderio di Jeff, da giovane lettore, sarebbe quello di poter immergersi in un'opera a fumetti di Carl Barks che fosse una saga delle proporzioni dell'Odissea o di Guerra e Pace di Lev Tolstoj. Con questo intento quando darà vita alla sua opera Bone, vorrà cercare di creare un'epopea che contenga l'avventura e l'umorismo dei fumetti di Barks ma anche l'epicità e la portata delle grandi saghe letterarie. 
Si diploma nel 1978 presso la Thomas Worthington High School, insieme al futuro animatore Jim Kammerud, con cui nel 1985 fonda "Character Builders", uno studio di animazione a Columbus dove ha lavorato fino al 1992. Dopo la scuola superiore frequenta la Ohio State University, periodo durante il quale, per il giornale studentesco, realizza la comic strip Thorn che già presentava alcuni personaggi di Bone. Questo suo primo lavoro viene notato dal sindacato per la pubblicazione delle strisce a fumetti nei quotidiani statunitensi (o Newspaper Syndicates). Provano a ingaggiarlo ma Smith declina l'offerta in quanto è poco remunerativa e il contratto prevede che possa perdere la proprietà intellettuale sui personaggi da lui creati e per i quali ha in mente un grande progetto. Nel 1985 Smith viene coinvolto nel revival di breve durata della rivista The New Sundial, ma ne vengono prodotti solo quattro numeri, Smith ha realizzato la copertina del secondo numero, nonché una tavola di Thorn per gli ultimi tre numeri.
Tra il 1991 e il 1992 decide di vendere le sue quote studios d'animazione Character Builders per dedicarsi interamente al fumetto Bone di cui realizza sia testi sia disegni. Non si vuole appoggiare a nessun editore già in attività ma decide la strada della auto produzione attraverso la Cartoon Books, casa editrice indipendente da lui fondata e gestita.

## Carriera

Copertina del volume "L'arte di Bone", illustrazione di Jeff Smith. Edizione italiana BAO Publishing (2014)

L'inizio della carriera da fumettista professionista avviene nel 1991 con l'esordio della serie in bianco e nero Bone, pubblicata dalla sua compagnia Cartoon Books. Sia lo stile sia le tematiche sono nettamente in controtendenza rispetto alla tendenza dell'epoca. Il mercato fumettistico è in forte ascesa, ma è alimentato soprattutto dal genere dei super eroi, il mainstream dei comic book statunitensi ormai dagli anni quaranta. La Marvel e la DC cavalcano un rinnovato interesse dei collezionisti e speculatori intorno agli albi degli sgargianti eroi dai superpoteri. Alle due major si aggiungono nuove case editrici indipendenti quali Valiant Comics, Dark Horse e (dal 1992) la Image Comics, ognuna delle quali arriva a puntare su un suo universo super eroistico oppure su fumetti basati su celebri franchise cinematografici. Jeff Smith propone invece qualcosa di totalmente differente creando una serie di genere fantasy con protagonisti antropomorfi che vivono le loro avventure in un mondo che ricorda Il Signore degli Anelli di Tolkien.
Lo stile di disegno prende spunto da cartoni animati classici, dai fumetti Disney e dalle comic strip umoristiche. L'opera è da subito acclamata dalla critica ma in un mercato inflazionato di proposte come quello dei primi anni novanta, passa inizialmente inosservata alla maggior parte dei lettori. Smith continua però a credere nella saga che sta imbastendo e comincia a ottenere una certa popolarità grazie alla distribuzione (anche se momentanea) di Bone all'interno della rivesta antologica Disney Adventures. Col passare del tempo la sua tenacia paga e i lettori del fumetto sono in costante aumento e questo, in un periodo del mercato che va incontro al collasso delle vendite che raggiunge il punto di massima crisi nel biennio 1995-1996. Anche in questo caso Jeff Smith non solo non risente di tale implosione ma ha difficoltà a curare da solo la sua serie e gli affari della Cartoon Books. Nel 1995, la moglie Vijaya lascia un impiego ben retribuito nel settore tecnologico per aiutare il marito nel portare avanti i suoi progetti e l'organizzazione della loro compagnia. La serie Bone arriva così a contare 55 albi e viene pubblicata tra il 1991 e il 2004, rendendola una delle serie indipendenti e autoprodotte più longeve tra quelle iniziate nei primi anni novanta.
L'unico periodo in cui Smith abbandona l'autoproduzione è tra il 1995 e il 1997, quando si appoggia alla Image Comics, su suggerimento dello stesso Jim Lee. Il 1995 è un momento molto turbolento del mercato dei comic, in declino di vendite (ma che riguarda Bone marginalmente) e caratterizzato dalla chiusura di molti comic shop, ma ciò che più preoccupa Smith è la guerra dei distributori di fumetti statunitensi, avvoltoi che cercano di azzuffarsi su un business agonizzante. Tra questi la Capital City è ormai in difficoltà finanziarie e la Marvel compie una delle sue mosse più azzardate comprandosi un distributore per le sue pubblicazioni, ovvero la Heroes World Distribution. Il tutto accelera la sfiducia e la crisi del mercato ma la Image (insieme alla DC Comics) supportano la Diamond Comic Distributors (che ne uscirà vincente) e Jim Lee garantisce quindi a Smith la regolarità nella distribuzione e una visibilità nel marketing mai avuta prima. Infatti la serie Bone viene pubblicizzata all'interno del paragrafo dedicato agli albi Image del catalogo Previews della Diamond (che rimane il più diffuso tra gli appassionati). La maggior visibilità porta a un aumento (iniziale) delle vendite, il n.27 di Bone (il primo per la Image) gode subito di un aumento delle vendite che lo porta all'ottantasettesimo posto nella classifica della Wizard's Top 100, si tratta della prima volta per un albo della serie a entrare nella prestigiosa chart.
Nel 1997 Jeff decide di tornare al self-publishing con la sua Cartoon Books e lascia quindi la Image. Questo non è dovuto a dissapori con il management della casa editrice di Berkley (ora a Portland) ma piuttosto al fatto che la distribuzione all'interno del Mercato Diretto (o "Direct Market") si è stabilizzata, ora vi è un unico distributore (monopolista) ovvero la Diamond Comic Distributors e la situazione rimane tale fino al 2020. Con Bone n. 28 (data di copertina: agosto 1998) vi è l'uscita ufficiale dal catalogo Image. La scelta è comunque dolorosa e pesa sulle vendite della serie, quando era entrato alla Image Bone si era assestato sulle 50000 copie per albo e, nel momento in cui ne esce, vi è un drop che le porta a 35000. Bisogna sottolineare che il calo sarebbe stato comunque inevitabile visto il collasso del 1996 ma Bone è tra le serie regolari indipendenti che ha retto meglio l'urto. Inoltre Smith sopperisce alla diminuzione dei ricavi sugli albi singoli incrementando il merchandising e facendo di Bone un best-seller tra le pubblicazioni in formato Trade Paper back per il circuito librario e delle fumetterie, anticipando un trend in forte espansione nei decenni futuri. Questi volumi raccolgono gli archi narrativi già pubblicati sulla serie regolare e godranno costantemente di ristampe e ottimi riscontri di vendite per tutti gli anni duemila, dando all'autore una notevole stabilità economica, fattore che gli permetterà di sperimentare altri generi quali il techno-noir RASL e il fantasy-storico Tuki.
Nel 2004, quando Cartoon Books mandò alle stampe un'edizione "mammuth" in volume unico, il critico del Time Andrew Arnold lo definì «il miglior graphic novel per ogni età mai pubblicato».

Copertina della raccolta "La Principessa Rose" (prologo della saga Bone), disegno di Jeff Smith. Edizione italiana BAO Publishing (2010)

Tra il 1999 e il 2002, all'apice della popolarità della serie Bone, Smith decide di realizzarne due prequel quali Stupid, Stupid Rat Tails e Rose ("La Principessa Rose" nell'edizione italiana), scegliendo di collaborare con altri autori.
Nel 2003, Smith iniziò a lavorare per la DC Comics su una miniserie con protagonista Capitan Marvel, un supereroe di cui si dichiara fan. La serie, Shazam! La Società dei Mostri del Male, fu pubblicata in quattro albi di lusso nel 2007.
Nel 2007, Fantagraphics Books incaricò Smith come designer di un'imminente serie di volumi di ristampa di Pogo. Nello stesso anno, realizzò la copertina per l'album In Defense of the Genre dei Say Anything. Nel febbraio 2008 Smith pubblicò il primo episodio di RASL, «una cruda serie di fantascienza su un ladro d'arte con problemi personali, che viaggia tra le dimensioni», in bianco e nero. I lavori di Smith furono esposti in due esposizioni museali nella città di Columbus, nell'estate del 2008. Nel 2009, Smith apparve in The Cartoonist, un documentario dedicato alla sua vita e al suo lavoro.
Nel settembre 2009, Smith ha pubblicato Little Mouse Gets Ready, un graphic novel indirizzato ai lettori più giovani, si tratta di quella categoria che viene definita Middle grade readers, ovvero con un'età compresa (prevalentemente) tra gli 8 e 12 anni. Una fascia di mercato che vedrà una continua espansione nel secondo decennio degli anni duemila, insieme a qualla Young Adult, indirizzata prevalentemente ai lettori tra i 13 e 18 anni (ma non solo). Smith, in tal senso, è stato uno dei precursori di questo tipo di narrazione a fumetti. Già nei primi anni novanta, con il suo Bone, si è proposto in un'epoca dei comic da molti definita Dark Age del fumetto, e dominata da personaggi cupi e violenti, con storie caratterizzate da temi "grim and gritty". Era il periodo in cui dominavano il Batman di Frank Miller, il Punisher della Marvel ed eroi indipendenti quali Spawn di Todd McFarlane. Bone presentava avventure in netto contrasto a quel trend e si poteva definire un fumetto All Ages (per tutte le età). Nel lungo periodo, a distanza di decenni, tale scelta (all'epoca coraggiosa) ha pagato e Smith continua a godere di un apprezzamento di critica e lettori che attraversa le generazioni.

## Opere
- Bone nn.1-55, Jeff Smith (testi e disegni), serie regolare (conclusa), editore: Cartoon Books, luglio 1991 - giugno 2004.
- Bone nn.1-27, Jeff Smith (testi e disegni) e Elizabeth Lewis (colori), serie regolare (conclusa), editore: Image Comics, i primi 20 numeri sono ristampe a colori degli albi originali in bianco e nero pubblicati con Cartoon Books, gli ultimi 7 sono albi inediti, giugno 1996 - aprile 1999.
- Stupid Stupid Rat Tails nn.1-3, Tom Sniegoski (testi) e Jeff Smith (disegni), miniserie (conclusa), prequel di Bone, editore: Cartoon Books, dicembre 1999 - febbraio 2000.
- Rose nn.1-3, Jeff Smith (disegni) e Charles Vess (disegni), prequel di Bone,  miniserie (conclusa), editore: Cartoon Books, gennaio 2000 - febbraio 2002.
- Paul Dini's Jingle Belle's All-Stars Holiday Hullabaloo n.1, Paul Dini, Jeff Smith & AA.VV. (testi e disegni), albo antologico, editore: Oni Press, novembre 2000.
- Shazam! The Monster Society of Evil nn.1-4, Jeff Smith (testi e disegni) e Steve Hamaker (colori), miniserie in formato prestige (conclusa), editore: DC Comics, aprile-luglio 2007.
- RASL nn.1-15, Jeff Smith (testi e disegni), serie regolare (conclusa), editore: Cartoon Books, marzo 2008 - agosto 2012.
- Little Mouse Get Ready, Jeff Smith (testi e disegni), graphic novel, editore: Cartoon Books, settembre 2009.
- Bone Handbook, Jeff Smith (testi e disegni), manuale con il profilo dei personaggi di Bone, la timeline degli eventi, intervista a Jeff Smith e approfondimenti sulla realizzazione della serie, editore: Scholastic Book Services, gennaio 2010.
- Carl Barks' Big Book of Barney Bear n.1, Craig Yoe (testi) e Jeff Smith (disegni), ispirata da una storia originale di Carl Barks, albo unico, editore: IDW Publishing, novembre 2011.
- Tuki: Save the Humans dal n.1, Jeff Smith (testi e disegni), serie regolare (sospesa col n.4), editore: Cartoon Books, luglio 2014 - febbraio 2016.
- Smiley Dream Book, Jeff Smith (testi e disegni), graphic novel cartonata (HC), editore: Scholastic Book Services, luglio 2018.

## Riconoscimenti
- Tra il 1993 e il 1995 vince, per la serie Bone, 3 Eisner Award consecutivi nella categoria Best Humor Publication (o miglior serie a fumetti umoristica)[8].
- Nel 1994 e nel 1995, Bone si aggiudica l'Eisner anche come Best Continuing Series (o miglior serie regolare)[8]. Premio che viene avvalorato dalla moltitudine di serie regolari distribuite all'epoca, sia dalle due major Marvel e DC ma anche dalla neonata Image Comics.
- Nel 1994 a Jeff Smith viene inoltre assegnato l'Eisner nella prestigiosa categoria di Best Writer (o miglior scrittore dell'anno)[8]. Sempre nello stesso anno riceve l'award anche per la Best Serialized Story (ovvero il miglior arco narrativo pubblicato in quell'anno all'interno di una serie regolare o limited-series). Si tratta dello story-arc The Great Cow Race, serializzato nei nn.8-10 di Bone[8].
- Nel 1995 e nel 1998 vince l'Eisner Award come Best Humor Writer (o miglior scrittore umoristico)[8].
- Nel 1996 riceve l'Alph-art per il miglior fumetto straniero al Festival d'Angoulême
- Nel 1998 ottiene il Premio Yellow Kid al Salone Internazionale dei Comics.
- Nel 2005 riceve l'Eisner Award nella categoria Best Graphic Album Reprint ovvero il riconoscimento che premia la miglior raccolta in volume (trade paperback o cartonato) di materiale a fumetti già pubblicato[9]. Da qui il termine reprint (o ristampa). L'opera in questione è Bone Volume One Edition edita dalla Cartoon Books[9].
- Nel 2014 vince nuovamente l'Eisner Award nella categoria Best Graphic Album Reprint ma questa volta per la raccolta in volume di RASL, serie a fumetti pubblicata in albi singoli tra il 2008 e il 2012[10].